# Khaled Ibrahim
Khaled Ebraheim Helal Alghais Aldhanhani, meglio noto come Khaled Ibrahim (in arabo  خالد إبراهيم‎?; Abu Dhabi, 17 gennaio 1997), è un calciatore emiratino, difensore dello Sharjah .

## Palmarès

### Club

#### Competizioni nazionali
- UAE Super Cup: 3

Al-Wahda: 2017, 2018
Sharjah: 2022
- UAE Arabian Gulf Cup: 1

Al-Wahda:  2017-18
- Coppa del Presidente degli Emirati Arabi Uniti: 2

Al-Wahda: 2016-2017
Sharjah: 2022-2023

#### Competizioni internazionali
- AFC Champions League Two: 1

Sharjah: 2024-2025